# Argostemma korthalsii
Argostemma korthalsii är en måreväxtart som beskrevs av Friedrich Anton Wilhelm Miquel. Argostemma korthalsii ingår i släktet Argostemma och familjen måreväxter. Inga underarter finns listade i Catalogue of Life.